# Гнадендорф
Гнадендорф (нем. Gnadendorf) — коммуна (нем. Gemeinde) в Австрии, в федеральной земле Нижняя Австрия. 
Входит в состав округа Мистельбах.  Население составляет 1174 человека (на 31 декабря 2005 года). Занимает площадь 48,25 км². Официальный код  —  31613.

## Политическая ситуация
Бургомистр коммуны — Франц Шмидт (АНП) по результатам выборов 2005 года.
Совет представителей коммуны (нем. Gemeinderat) состоит из 19 мест.
- АНП занимает 16 мест.
- СДПА занимает 3 места.